# (12301) Eötvös
(12301) Eötvös, désignation internationale (12301) Eotvos, est un astéroïde de la ceinture principale.

## Description
(12301) Eotvos est un astéroïde de la ceinture principale. Il fut découvert le 4 septembre 1991 à La Silla par Eric Walter Elst. Il présente une orbite caractérisée par un demi-grand axe de 2,37 UA, une excentricité de 0,24 et une inclinaison de 3,4° par rapport à l'écliptique.
Il est nommé d'après le physicien Loránd Eötvös.

## Compléments